# حزب كولانو

شعار حزب كولانو.

كولانو (بالعبرية: כולנו، بالعربية:كلنا) حزب سياسي في إسرائيل تأسس في 27 نوفمبر 2014 يرأسه موشيه كحلون ويركز على القضايا الاقتصادية وغلاء المعيشة.